# Platja del Port d'en Joan
La platja del Port d'en Joan és una platja natural del municipi de Colera (Alt Empordà) situada a la badia de Garbet, a 200 m a llevant de la platja de Garbet. Està dividida en dos sectors, separats per roques, de 61 i 26 m de longitud, respectivament. Està orientada a sud-est, la superfície de la cala està composta de grava, de color grisós.
La platja, amb una casa i un petit port, havia estat privada, de la família Mateu, propietaris de la finca que la rodeja, amb una gran pineda i vinyes,